# Victor De Wals
Victor Philippe De Wals (Sterrebeek, 26 februari 1881 - Kortenberg, 25 januari 1951) was een Belgisch senator en burgemeester.

## Levensloop
De Wals promoveerde tot doctor in de geneeskunde en vestigde zich in Kortenberg. Hij werd er in 1921, bij de eerste naoorlogse verkiezingen, gemeenteraadslid en schepen. In 1947 werd hij burgemeester van de gemeente, een ambt dat hij zou uitvoeren tot zijn overlijden. Hij werd ook provinciaal raadslid (1925-1936).
In 1936 werd hij verkozen tot katholiek senator voor het arrondissement Leuven en vervulde dit mandaat tot in 1946.

## Eerbetoon
In Kortenberg is er een plein naar Victor De Wals vernoemd, het Dr. V. De Walsplein.